# Globoko (Radovljica, Slovenija)
Globoko je naselje u slovenskoj Općini Radovljici. Globoko se nalazi u pokrajini Gorenjskoj i statističkoj regiji Gorenjskoj. 

## Stanovništvo
Prema popisu stanovništva iz 2002. godine naselje je imalo 31 stanovnika.